# Vanuatu en los Juegos Paralímpicos de Pekín 2008
Vanuatu estuvo representado en los Juegos Paralímpicos de Pekín 2008 por un deportista masculino. El equipo paralímpico vanuatuense no obtuvo ninguna medalla en estos Juegos.